# Großstein (Gemeinde Prägraten am Großvenediger)
Großstein ist die Bezeichnung für ein Einzelhaus in der Gemeinde Prägraten am Großvenediger. Großstein wird zur Fraktion Sankt Andrä gezählt und wurde 1981 von vier Personen bewohnt.

## Geographie
Großstein ist der westlichste Bauernhof der Fraktion Sankt Andrä. Er befindet sich rund 1,5 Kilometer westlich des Zentrums von Sankt Andrä zwischen den Fraktionen Bichl im Nordosten sowie Hinterbichl im Westen. Großstein liegt an der Virgentalstraße (L24) nördlich der nahen Isel.

## Geschichte
Großstein wurde von der Statistik Austria lange Zeit nicht eigens genannt, sondern als Teil von Sankt Andrä mit eingerechnet. Erst im Zuge der Volkszählung 1951 wurde der Ortsteil von Sankt Andrä bestehend aus einem Haus mit fünf Einwohnern extra ausgewiesen. 1961 lebten in Großstein drei Menschen, 1971 waren es vier. Letztmals wird Großstein 1981 mit vier Einwohnern von der Statistik Austria separat ausgewiesen.